# Краснобор (сельское поселение)
Краснобор — административно-территориальная единица (административная территория село с подчинённой ему территорией) и муниципальное образование (сельское поселение с полным официальным наименованием муниципальное образование сельского поселения «Краснобор») в составе муниципального района Ижемского в Республике Коми Российской Федерации.
Административный центр — село Краснобор.

## История
Статус и границы административной территории установлены Законом Республики Коми от 6 марта 2006 года № 13-РЗ «Об административно-территориальном устройстве Республики Коми».
Статус и границы сельского поселения установлены Законом Республики Коми от 5 марта 2005 года № 11-РЗ «О территориальной организации местного самоуправления в Республике Коми»

## Население
| 2010  | 2011  | 2012  | 2013  | 2014  | 2015  | 2016  |
| ----- | ----- | ----- | ----- | ----- | ----- | ----- |
| 2158  | ↘2144 | ↘2071 | ↘2063 | ↘2033 | ↘2016 | ↘2000 |
| 2017  | 2018  | 2019  | 2020  | 2021  |       |       |
| ↘1974 | ↗1979 | ↘1975 | ↘1949 | ↘1906 |       |       |

## Состав
Состав административной территории и сельского поселения:
| № | Населённый пункт | Тип населённого пункта       | Население |
| - | ---------------- | ---------------------------- | --------- |
| 1 | Вертеп           | деревня                      | 600       |
| 2 | Диюр             | деревня                      | 623       |
| 3 | Краснобор        | село, административный центр | 625       |
| 4 | Пустыня          | деревня                      | 110       |
| 5 | Ыргеншар         | посёлок                      | 200       |